# Новозаполярный
Новозаполярный — вахтовый поселок ООО «Газпром добыча Ямбург», расположенный в Тазовском районе Ямало-Ненецкого автономного округа. Новозаполярный расположен в 20 километрах к северу от Полярного круга на Заполярном нефтегазоконденсатном месторождении.
Строительство поселка Новозаполярный началось одновременно с разработкой Заполярного нефтегазоконденсатного месторождения, оно осуществлялось на основе разработанных и апробированных в Ямбурге технологий. Заполярное месторождение компактно, обслуживается всего пятью промыслами, двумя дожимными компрессорными станциями, поэтому штатная численность персонала в общей сложности не превышает 4000 человек.
Жилой комплекс поселка состоит из трех модулей (два на 1000, один на 500 койко-мест), в центральном блоке которых имеется столовая, магазины, тренажерный и актовый залы, шести общежитий на 97-118 койко-мест, гостиницы и двух жилых домов для семейных пар. В поселке есть пекарня, баня, прачечная, продовольственные и промтоварные магазины, современная медико-санитарная часть, культурно-спортивный комплекс, включающий: бассейн, спортзал, тренажерный и фитнес залы, бильярдные, лыжную базу, концертный зал, зимний сад, кафе.
Достопримечательности поселка — памятник заслуженному строителю Андрею Николаевичу Бушуеву, храм в честь святой великомученицы Варвары Иллиопольской. 
Через поселок проходит автодорога Новый Уренгой — Тазовский.